# Ефективність вакцини

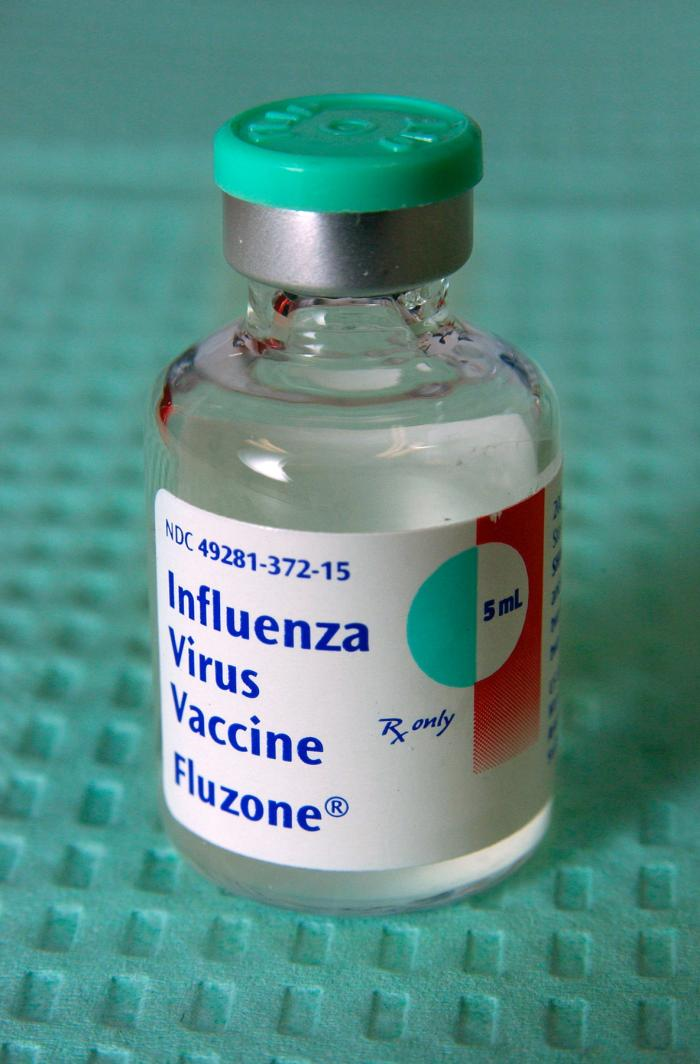
Вакцина проти грипу

Ефективність вакцини — відсоток зменшення захворюваності у вакцинованій групі людей порівняно з невакцинованою групою, враховуючи найсприятливіші умови. Ефективність вакцини була досліджена та розрахована Грінвудом та Юлем у 1915 році для вакцин проти холери та черевного тифу. Найкраще ефективність вимірювати за допомогою подвійних сліпих, рандомізованих, клінічно контрольованих досліджень, таких, щоб дослідження проходило за «найкращим сценарієм». Ефективність вакцини відрізняється від дієвості вакцини тим, що дієвість вакцини показує, наскільки ефективно вакцина працює, коли вони постійно використовуються у великій популяції, тоді як ефективність вакцини показує, наскільки ефективно вакцина працює в певних, часто контрольованих, умовах. Дослідження ефективності вакцин використовуються для вимірювання кількох можливих результатів, таких як частота захворювання, шпиталізація, відвідування лікарів та витрати.

## Формула ефективності вакцини
Дані про результати (ефективність вакцини) зазвичай виражаються як пропорційне зменшення частоти захворювання (AR) між невакцинованими (ARU) та вакцинованими (ARV), або можуть бути розраховані на основі відносного ризику (RR) захворювання серед вакцинованої групи.
Основна формула записується як:{\displaystyle VE={\frac {ARU-ARV}{ARU}}\times 100\%,}де
- {\textstyle VE} = Ефективність вакцини,
- {\displaystyle ARU} = Частота захворювання серед невакцинованих людей,
- {\displaystyle ARV} = Частота захворювання серед вакцинованих людей.

Альтернативна, еквівалентна формулі ефективності вакцини: {\displaystyle VE=(1-RR)\times 100\%,}де {\displaystyle RR} — відносний ризик розвитку захворювання у вакцинованих людей порівняно з невакцинованими.

## Тестування на ефективність
Ефективність вакцини відрізняється від дієвості вакцини так само, як пояснювальне клінічне випробування відрізняється від дослідження наміру лікування: ефективність вакцини показує, наскільки ефективною вакцина могла б бути за ідеальних умов та за умови 100 % поглинання вакцини; дієвість вакцини вимірює ефективність вакцини, коли вона використовується в звичайних умовах у суспільстві. Ефективність вакцини, яка застосовується, полягає в тому, що вона демонструє показники частоти захворювання, а також відстеження статусу вакцинації. Дієвість вакцини легше відстежується, ніж ефективність вакцини з урахуванням різниці в навколишньому середовищі; однак дослідження ефективності вакцини дорожче і важче проводити. Оскільки випробування базується на вакцинованих і невакцинованих людях, існує ризик захворювання, а оптимальне лікування необхідне для тих, хто заражається.
Перевагами ефективності вакцини є контроль за всіма відхиленнями, які можна виявити при рандомізації, а також перспективний, активний моніторинг частоти відносного ризику захворюваності та ретельне відстеження стану вакцинацинованості для досліджуваної популяції, як правило, також є поділ популяції на підгрупи, лабораторне підтвердження інфекційного результату, що представляє інтерес, і вибірка імуногенності вакцин. Основними недоліками діслідження ефективності вакцин є складність та витрати на їх проведення, особливо для відносно незвичайних інфекційних наслідків захворювань, для яких необхідний обсяг вибірки визначається для досягнення клінічно корисної статистичної потужності.
Було запропоновано параметрично розширити стандартизовані висновки про ефективність, щоб включити декілька категорій ефективності у форматі таблиці. Хоча звичайні дані про ефективність/дієвість зазвичай показують здатність запобігати симптоматичній інфекції, цей розширений підхід може включати запобігання наслідкам, класифікацію за категоріями симптомів, незначність/серйозність ураженням вірусами, шпиталізацію, реанімування, смертність, різні рівні виділення вірусів тощо. Визначення ефективності запобігання кожній із цих «категорій результатів», як правило, є частиною будь-якого дослідження і може бути представлене в таблиці з чіткими визначеннями, замість того, щоб подаватись в обговоренні до результатів дослідження, як це зазвичай робилося в минулій практиці. Деякі дослідження 2021 року щодо COVID-19 застосовують подібні методи та виклади. Покращення методів та викладу результатів дослідження залишаються актуальними.

## Вивчені випадки
The New England Journal of Medicine провів дослідження ефективності вакцини проти грипу. Всього було залучено 1 952 піддослідних, які отримали дослідні вакцини восени 2007 року. Активність грипу спостерігалася з січня по квітень 2008 року, коли циркулювали наступні типи грипу:
- A (H3N2) (близько 90 %)
- B (близько 9 %).

Абсолютна ефективність проти обох типів грипу виміряна шляхом виділення вірусу в культурі чи ідентифікації його шляхом полімеразної ланцюгової реакції в реальному часі, або одночасним застосуванням обох цих аналізів, становила 68 % (95 % довірчий інтервал [ДІ], від 46 до 81) для інактивованої вакцини та 36 % (95 % ДІ, від 0 до 59) для живої аттенуйованої вакцини. Що стосується відносної ефективності, спостерігалося зниження на 50 % (95 % ДІ, від 20 до 69) лабораторно підтвердженого грипу серед суб'єктів, які отримували інактивовану вакцину, порівняно з тими, хто отримував живу аттенуйовану вакцину. Суб'єкти були здоровими дорослими. Ефективність проти вірусу грипу А становила 72 %, а для інактивованих 29 % при відносній ефективності 60 %. Вакцина проти грипу не є на 100 % ефективною для запобігання захворюванню, але вона майже на 100 % безпечна та перебіг хвороби після вакцинації набагато безпечніший, ніж хвороба без вакцинації.
Починаючи з 2004 року, клінічні випробування, що перевіряють ефективність вакцини проти грипу, змінюються. У жовтні та листопаді 2005 року було вакциновано 2 058 осіб. Активність грипу спостерігалась, але низької інтенсивності; тип А (H3N2) був вірусом, який, як правило, не вражав населення, що дуже нагадувало ефект вакцинації. Ефективність інактивованої вакцини становила 16 % (95 % довірчий інтервал [ДІ], від -171 % до 70 %) для кінцевої точки ідентифікації вірусу (виділення вірусу в культурі клітин або ідентифікація за допомогою полімеразної ланцюгової реакції) та 54 % (95 % ДІ, від 4 % до 77 %) для первинної кінцевої точки (виділення вірусу або збільшення титру антитіл у сироватці). Абсолютна ефективність живої аттенуйованої вакцини для цих кінцевих точок становила 8 % (95 % ДІ, від -194 % до 67 %) та 43 % (95 % ДІ, від -15 % до 71 %).
З урахуванням серологічних кінцевих точок, ефективність була продемонстрована для інактивованої вакцини протягом року з низькою частотою захворювання на грип. Вакцини проти грипу ефективні для зменшення випадків зараження грипом, особливо коли вакцина передбачає точно циркулюючі типи, а циркуляція грипу висока. Однак вони менш ефективні у зменшенні випадків грипоподібних захворювань і мають незначний вплив на втрату працездатності (кількість неробочих днів). Недостатньо доказів для оцінки їх впливу на ускладнення.